# Parish of Saint Peter (Antigua und Barbuda)
Die Parish of Saint Peter, meist kurz St. Peter, ist eine Parish von Antigua und Barbuda auf der Insel Antigua. Zur Volkszählung 2011 hatte die Parish 5325 Einwohner.

## Geographie
Die Parish liegt im Nordosten der Insel und umfasst eine Fläche von 33 km². Sie grenzt an die Parishes Saint George im Nordwesten, Saint John im Westen, Saint Paul im Süden und Saint Philip im Osten.
In der Parish liegen neben dem Hauptort Parham die folgenden Orte:
- große Teile von All Saints
- Freemans
- Pares
- Vernons
- Diamonds

Die vorgelagerten Inseln Guiana Island und Great Bird Island gehören ebenfalls zur Parish.

## Sehenswürdigkeiten
- Betty’s Hope Sugar Plantation, eine historische Zuckerrohrplantage.